# Wai Ren
Wai Ren (外壬) bio je kralj drevne Kine iz dinastije Shang. Njegovo je osobno ime bilo Fa (發).
On je – prema zapisima Sime Qiana – naslijedio svoga brata, kralja Zhonga Dinga. Vladao je 15 ili 10 godina. Imao je sina zvanog He Dan Jia, koji je bio kralj.
Prema kostima za vračanje, Wai Ren je zapravo zvan Bu Ren (卜壬) nakon smrti.